# Oost-Abtspolder
Het waterschap Oost-Abtspolder was een waterschap in de gemeenten Schiedam en Rotterdam, in de Nederlandse provincie Zuid-Holland. De polder wordt onder meer begrensd door de Schie en de Poldervaart.
Het waterschap was verantwoordelijk voor de drooglegging en de waterhuishouding in de polder.

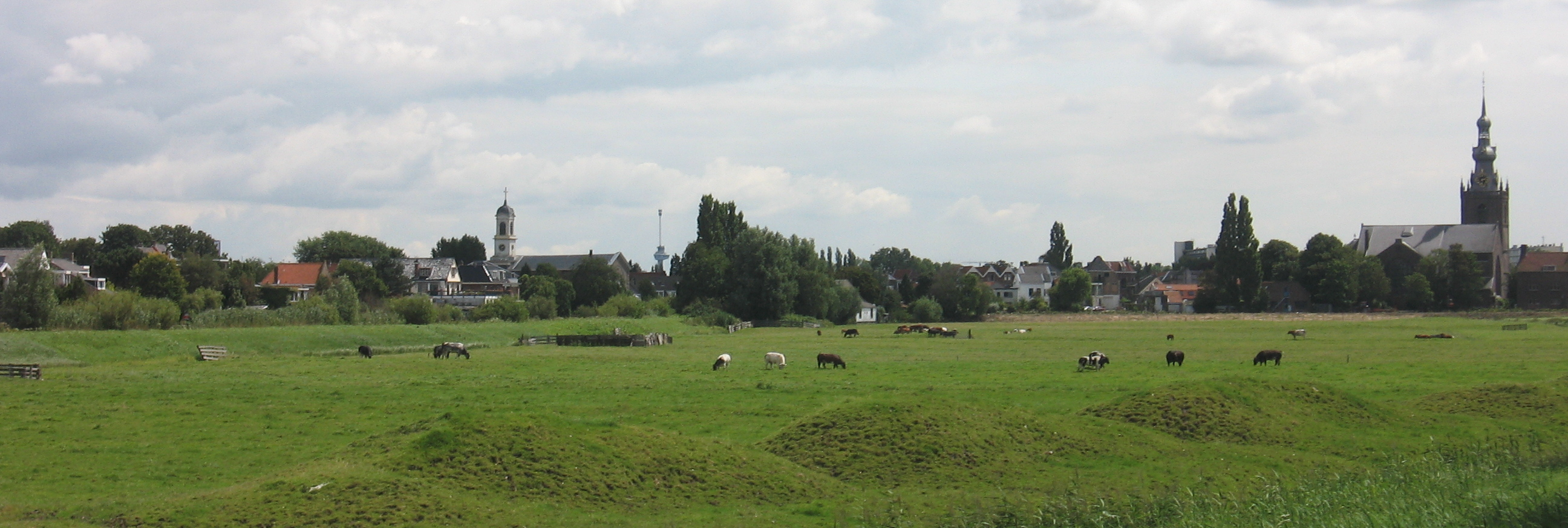
Oost-Abtspolder: zicht op Overschie

## Verontreinigde grond
Vijftig jaar lang werd in deze polder verontreinigde grond geborgen. Er zijn vergevorderde plannen tot de aanleg van het Golfpark Rotterdam. Deze golfbaan zal de vuilstort geheel bedekken en er grotendeels een natuurgebied van maken. 

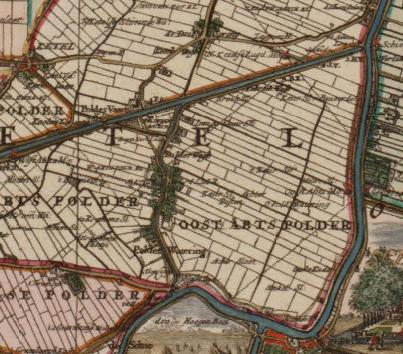
Kaart 1712